# غريغوري باودج
غريغوري باودج (بالفرنسية: Grégory Baugé)‏ مواليد 31 يناير 1985 في فرنسا، هو دراج فرنسي في صنف سباق الدراجات على المضمار. شارك في دورة الألعاب الأولمبية الصيفية وفاز بميدالية أولمبية.

## الميداليات
| الميدالية | المسابقة                       |
| --------- | ------------------------------ |
| فضية      | الألعاب الأولمبية الصيفية 2008 |
| فضية      | الألعاب الأولمبية الصيفية 2012 |
| فضية      | الألعاب الأولمبية الصيفية 2012 |

## روابط خارجية
- غريغوري باودج على موقع الاتحاد الدولي للدراجات (الإنجليزية)
- غريغوري باودج على موقع أرشيف الدراجات (الإنجليزية)
- غريغوري باودج على موقع CycleBase (الإنجليزية)
- غريغوري باودج على موقع اللجنة الأولمبية الدولية (الإنجليزية)
- غريغوري باودج على موقع أوليمبيديا (الإنجليزية)
- غريغوري باودج على موقع اللجنة الأولمبية الفرنسية (مؤرشف) (الفرنسية)